# Loi Sapin II
Lire en ligne

Loi no 2016-1691 du 9 décembre 2016 relative à la transparence, à la lutte contre la corruption et à la modernisation de la vie économique

La loi relative à la transparence, à la lutte contre la corruption et à la modernisation de la vie économique, dite loi Sapin II — du nom du ministre français de l'Économie de l'époque, Michel Sapin, l'ayant fait adopter en novembre 2016 —, est une loi française qui vise à lutter contre la corruption, mais qui a été enrichie de diverses mesures d'un grand nombre d'autres problématiques.

## Histoire
À l’occasion du Conseil des ministres du 30 mars 2016, le ministre de l'Économie et des Finances, Michel Sapin, a présenté le projet de loi relatif à la transparence, à la lutte contre la corruption et à la modernisation de la vie économique. Il affirme que la loi « permettra de mettre la France au niveau des meilleurs standards internationaux dans le domaine de la transparence, et de l'action contre la corruption ».
Plusieurs organisations de la société civile (Anticor, Attac, BLOOM, CCFD-Terre solidaire, le Collectif Roosevelt, Justice et Paix, l'Observatoire Citoyen pour la Transparence Financière Internationale (OCTFI), ONE, Oxfam France, ActionAid France - Peuples Solidaires, Réseau Foi et Justice Afrique, Sherpa, Solidaires Finances Publiques et le Syndicat de la magistrature) se prononcent en donnant leur avis sur ce projet de loi « Sapin II ». Elles publient une note conjointe de décryptage regroupant l’ensemble de leurs recommandations.
Le débat parlementaire s’est tenu de mai à novembre 2016. La loi a été soumise au contrôle du Conseil constitutionnel, qui censure une disposition visant à contraindre les multinationales à rendre publiques des informations sur leurs activités et leur imposition à l’étranger, mais valide le reste du texte.
La loi a été adoptée dans un contexte que certains commentateurs voyaient comme une guerre économique entre les États-Unis et d'autres pays, principalement européens. Cette guerre aurait été menée par une application biaisée et extraterritoriale des lois anti-corruption américaines,,. Michel Sapin avance une tout autre analyse : « La justice et la police judiciaire manquent de moyens. On aboutit au "pas vu pas pris" actuel. Et d'autres pays font le travail de sanction à notre place, comme les États-Unis ou la Grande-Bretagne. Ce n'est souhaitable ni pour notre image ni pour notre souveraineté ».
| Conseil des ministres | Première lecture    | Première lecture | Nouvelle lecture    | Nouvelle lecture | Lecture définitive  | Conseil constitutionnel | Président de la République |
| Conseil des ministres | Assemblée nationale | Sénat            | Assemblée nationale | Sénat            | Assemblée nationale | Conseil constitutionnel | Président de la République |
| --------------------- | ------------------- | ---------------- | ------------------- | ---------------- | ------------------- | ----------------------- | -------------------------- |
| Présentation          | Vote                | Vote             | Texte               | Vote             | Vote                | Décision                | Promulgation               |
| 30 mars 2016          | 14 juin 2016        | 8 juillet 2016   | 29 septembre 2016   | 3 novembre 2016  | 8 novembre 2016     | 8 décembre 2016         | 9 décembre 2016            |

## Sujets abordés

### Lutte contre la corruption
Dans certaines enceintes internationales, notamment à l'OCDE en 2012 et 2014, la France n'était pas considérée comme un pays qui appliquait adéquatement ses réglementations pour lutter contre la corruption internationale. La loi Sapin II apporte un certain nombre de renforcements au dispositif français en la matière. Il s'agit d'une source particulière de préoccupation car « les entreprises françaises sont actives sur les marchés internationaux et se classent à la tête de plusieurs secteurs connus pour être exposés à des risques élevés de corruption ».

#### Création de l'Agence française anticorruption
La loi crée l’Agence française anticorruption (AFA), un service à compétence nationale placé auprès du ministre de la Justice et du ministre chargé du Budget, ayant pour mission d’aider les autorités compétentes et les personnes qui y sont confrontées à prévenir et à détecter les atteintes à la probité : corruption, trafic d’influence, concussion, prise illégale d’intérêt, détournement de fonds publics et favoritisme. Dotée de multiples compétences, notamment en matière de conseil et de contrôle, l'AFA est conçue pour devenir un acteur clé dans la lutte française contre la corruption dans les secteurs publics et privées.

#### Programme de prévention de la corruption et du trafic d'influence
La loi Sapin II introduit une obligation de prévention de la corruption qui s’impose aux dirigeants et aux personnes morales. Cette obligation, dite « de conformité », a comme objectif de prévenir et de détecter des actes de corruption, en France ou à l’étranger, pour les sociétés ou groupes dont la société mère a son siège social en France qui ont plus de 500 personnes et dont le chiffre d’affaires est supérieur à 100 millions EUR.
La mise en œuvre de cette obligation implique l'adoption par l'entreprise de 8 mesures : un code de conduite, un dispositif d’alerte interne, une cartographie des risques, une procédure d’évaluation de la situation des clients, fournisseurs de premier rang et intermédiaires, des procédures de contrôles comptables, un dispositif de formation destiné aux cadres et aux personnels les plus exposés, un régime disciplinaire et un dispositif de contrôle et d’évaluation interne (article 17). L’AFA contrôle «l’existence, la qualité et l’efficacité de ces différentes mesures préalablement à toute infraction et indépendamment d’enquêtes et de poursuites engagées pour des faits de corruption».

#### Création de la Convention judiciaire d'intérêt public
Sur le modèle des dispositifs étrangers similaires, comme le Deferred Prosecution Agreement américain, la loi Sapin II instaure une Convention judiciaire d'intérêt public (CJIP). Elle permet au procureur de la République de proposer à une personne morale mise en cause pour des faits de corruption, de trafic d’influence, de blanchiment de certaines infractions de fraude fiscale de conclure une convention qui se substitue à des poursuites judiciaires et permet une résolution plus rapide des différends. Elle a pour effet d’éteindre l’action publique si la personne morale mise en cause exécute les obligations auxquelles elle s’est engagée dans la convention.
La CJIP impliquera l'implémentation par l'entreprise d'un programme de prévention de la corruption. Ainsi, l'entreprise doit se soumettre, pour une durée maximale de trois ans, sous le contrôle de l’AFA, à un programme de mise en conformité destiné à s’assurer de l’existence et de la mise en œuvre des mesures et procédures de prévention et détection de faits de corruption. Elle doit aussi verser une amende au Trésor public, dont le montant devra être fixé de manière proportionnée aux avantages tirés des manquements constatés, dans la limite de 30 % du chiffre d’affaires moyen annuel.
Un juge du siège doit homologuer la CJIP. Il se prononce sur le caractère adapté et proportionné des obligations mises à la charge de l’entreprise. La décision de validation du président du tribunal judiciaire n’emporte pas déclaration de culpabilité et n’est pas inscrite au bulletin no 1 du casier judiciaire. Donc, cette décision ne peut pas constituer le premier terme de la récidive ni une cause automatique d’exclusion des marchés publics.
À la fin de cette procédure, la convention, l’amende, et l’ordonnance de validation sont publiés.
La liste des CJIP conclues par l'AFA est consultable sur les sites de l'AFA et du ministère de la Justice.

#### Lanceur d'alerte
La définition du « lanceur d'alerte » est consacrée à l'article 6 de la loi. C'est la personne physique qui révèle ou signale, de manière désintéressée et de bonne foi, un crime ou un délit, une violation grave et manifeste d'un engagement international régulièrement ratifié ou approuvé par la France, d'un acte unilatéral d’une organisation internationale pris sur le fondement d’un tel engagement, de la loi ou du règlement, ou une menace ou un préjudice grave pour l’intérêt général, dont elle a eu personnellement connaissance.
La loi protège le lanceur d'alerte : tout salarié ayant signalé une alerte, dans le respect des conditions prévues par la loi, ne pourra faire l’objet d’une procédure de licenciement (article 12 de la loi), être écarté d’une procédure de recrutement, être sanctionné ou faire l’objet d’une mesure discriminatoire (art. L1132-3-3 du code du travail).
Par ailleurs, la nouvelle loi consacre un délit d’entrave à l’alerte. En effet, toute personne faisant obstacle, de quelque façon que ce soit, à la transmission d’un signalement (supérieur hiérarchique, référent de l’employeur, ou employeur) est sanctionnée d’une peine d’un an d’emprisonnement et de 15 000 euros d’amende (article 13 de la loi).

#### Registre des lobbyistes
La loi prévoit également la création d'un registre des lobbyistes, du reporting, c'est-à-dire la déclaration d'impôts des grandes entreprises pays par pays dans le but de lutter contre l'évasion fiscale, etc. La loi prévoyait de rendre publics les résultats du reporting (article 137 de la loi), mais le Conseil constitutionnel a rejeté cette mesure car contraire à la liberté d’entreprendre.

#### Circulaire Belloubet et l'utilisation efficace des sources d’information
En juin 2020, Nicole Belloubet, alors ministre de la Justice, a diffusé auprès des parquets une circulaire destinée à « fixe[r] les lignes directrices de la politique pénale française en matière de lutte contre la corruption internationale ». La circulaire consolide le rôle central du Parquet national financier dans la lutte contre la corruption internationale (principalement des faits de corruption d’agent public étranger) et prone une utilisation efficace de toute information utile dont les autorités et administrations publiques peuvent être amenées à traiter pour l'accomplissement de leur mission — en termes simples, ils deviendraient des lanceurs d'alerte transmettant des informations à l'autorité judiciaire. La circulaire considère, par exemple, que l'AFA pourrait « être amenée à découvrir des faits suspects pouvant justifier un signalement à l'autorité judiciaire » dans le cadre de ses contrôles de la qualité et l'efficacité des programmes de prévention de la corruption et du trafic d'influence mis en œuvre par les entités soumises à l’article 17 II de la loi Sapin II.
La circulaire encourage aussi la «divulgation volontaire par les entreprises d’actes de corruption commis dans le cadre de leurs activités commerciales internationales ». Les dirigeants de ces entreprises ne sont pas (…) «soumis à l’obligation de dénoncer de tels faits à l’autorité judiciaire », mais la circulaire considère qu’ « il peut toutefois être dans leur intérêt de le faire en vue de solliciter en contrepartie une certaine forme de clémence quant aux modalités de poursuite susceptibles d’être envisagées », citant l’exemple de la CJIP.

### Assurance
- Assurance-vie (article 49 de la loi, codifiée à l'art. L631-2-1 du code monétaire et financier) : le Haut Conseil de stabilité financière est autorisé à suspendre, retarder ou limiter les retraits d’argent ou arbitrages sur l’assurance-vie en cas de menace grave ou caractérisée pour le système financier. Les retraits seront bloqués pendant 3 mois, renouvelable une fois.
- Assurance retraite (article 115 de la loi) : la loi impose aux entreprises d’assurances, aux mutuelles et aux unions proposant des contrats d'assurance-vie dont les prestations sont liées à la cessation d'activité professionnelle d’informer annuellement leurs assurés lors du dépassement de la date de liquidation de leur pension dans un régime obligatoire d’assurance vieillesse, ou de la date d’âge légal de départ à la retraite.
- Assurance de dommage (article 83 de la loi) : extension du champ d'application de l'art. L112-10 du code des assurances à la perte ou au vol des moyens de paiement.
- Loi d'habilitation à réformer dans le secteur de l'assurance (articles 47 et 149 de la loi) : la loi habilite le gouvernement à prendre par ordonnance toute mesure relative au fonds de garantie des assurances obligatoires notamment quant à la limitation du champ de sa mission concernant les assurances obligatoires automobiles et dommages-ouvrages, aux modalités d'intervention en cas de défaillance d'une compagnie d'assurance opérant en France sous le régime du libre établissement ou de la libre prestation de services, ainsi qu'à la création d'un régime de résolution pour le secteur de l'assurance.

Les ordonnances ont été publiées au Journal officiel de la République française, et sont en cours de ratification.

### Banque
Le livret de développement durable évolue en livret de développement durable et solidaire (LDDS). Chaque détenteur de ce livret se voit proposer annuellement d'affecter une partie des sommes qui y sont déposées sous forme de don à une entité de l'économie sociale et solidaire (article 80).
Interdiction de la publicité pour les sites de trading de produits financiers risqués (article 72 de la loi) : la loi interdit la publicité pour les plateformes internet qui proposent des produits financiers potentiellement risqués pour les particuliers. Les opérations de parrainage visant à promouvoir ces produits financiers sont aussi interdites. Une procédure entrainant le blocage du site internet peut être mise en place par l’autorité des marchés financiers.
Rachat anticipé des micro-PERP (Plan d’Épargne Retraite Populaire) : l'article 116 de la loi prévoit 4 nouveaux cas de rachat anticipé d'un PERP.

### Transparence renforcée dans la filière agricole
L'Observatoire de la formation des prix et des marges des produits alimentaires (OFPM) doit notamment examiner la répartition de la valeur ajoutée tout au long de la chaîne de commercialisation des produits agricoles (article 98 de la loi).
Les promotions affichées dans les magasins de grande distribution portant sur le lait et les produits laitiers ne peuvent dépasser 30 % de la valeur du barème des prix unitaires, frais de gestion compris (article 106 de la loi).
La loi lutte pour définir l'origine de certains produits comme le lait ou la viande ou encore pour renforcer les Safer.

### Autres
En matière économique, la loi porte également sur l'augmentation des sanctions pour les entreprises condamnées pour retard de paiement ou encore la mise en place d'un vote contraignant des assemblées des actionnaires sur les rémunérations des chefs d'entreprises. La loi a en revanche maintenu la durée de validité du chèque à 1 an et 8 jours.
Elle modifie le régime de la vente au déballage (article 99 de la loi).